# Almendralejo
Almendralejo és una ciutat de la província de Badajoz, Extremadura, Espanya. Té una població de 31.072 habitants (2007), i una superfície de 164 km². És la capital de la comarca de la Tierra de Barros i coneguda internacionalment com a la Ciutat de la Cordialitat i la Ciutat Internacional del Vi. També és la seu del consell regulador de la denominació d'origen Ribera del Guadiana, que inclou un ampli territori, essent l'única denominació d'origen d'Extremadura. També és coneguda com a Ciutat del Romanticisme pel fet que és el lloc de naixement de dos dels principals poetes d'aquest moviment literari, José de Espronceda i Carolina Coronado.

## Història
Els primers vestigis d'Almendralejo es reflecteixen en el dolmen de la Vega d'Harnina, els assentaments dels Villares i altres restes antigues, tot i que no va ser fins al 1228 quan arribaren els primers pagesos des de la propera Mèrida i crearen un llogaret.
La seva fundació es correspon amb el poblament desenvolupat per l'Orde de Santiago després de la Reconquesta dels territoris propers a Mèrida, i va tenir lloc en algun punt indeterminat del segle xiii. El 8 d'abril de 1327 surt anomenat per primera vegada en un document el nom d'Almendralejo. En ell es parla d'una vasta extensió plena d'ametllers coneguda com "el Almendral". Donada la seva proximitat amb Mèrida se l'anomenava "Almendral de Mèrida" tot i que, per la seva mida, aviat es va preferir emprar el diminutiu "Almendralejo". L'Orde de Santiago es va fer càrrec de la seva jurisdicció, constant la seva condició de comanadoria a mitjans del segle xiv.

### Edat moderna
Com la majoria dels pobles extremenys, Almendralejo contribuí a la conquesta americana amb bona part del millor jovent. Destaquen: Diego Pérez de la Torre, governador de Nova Galícia (Mèxic); Martín Casillas conegut com "el Alarife", arquitecte de la Catedral de Guadalajara (Jalisco); Pedro Alonso Galeas i Diego de Parades, capitans destacats en la conquesta de Veneçuela.
El 1536, i després d'una llarga disputa amb Mèrida, Carles V li concedeix la independència jurisdiccional i el títol de Molt Noble Vila. El 23 de desembre d'aquell mateix any es comprava per 32.000 ducats d'or (que es van pagar al comptat) el títol de Villazgo.
Tot i que el 1573 la localitat va ser venuda a Sevilla, juntament amb Montemolín, Monesterio, Calzadilla de los Barros i Medina de las Torres, per 45.000 ducats, va tornar a formar part de l'Orde de Santiago cinc anys després. El 1594 formava part de la província de Lleó de l'Orde de Santiago i tenia 900 veïns pecheros.
El 1603 va començar la construcció de l'Ajuntament. L'1 de novembre de 1696, el rei Carles II va concedir el privilegi de Vila Realenga, amb la seva jurisdicció, senyoriu i vassallatge.

### Edat contempània
El 1809, en plena Guerra del Francès, la població va ser presa per les tropes franceses, sent alliberada pel Marquès de Monsalud mesos més tard, tot i que novament fou assetjada pels francesos el 1812.
Amb la caiguda de l'Antic Règim la localitat es constitueix en municipi constitucional a la regió d'Extremadura. Des de 1834 és seu del Partit judicial d'Almendralejo. En el cens de 1842 comptava amb 1.502 llars i 5.810 veïns.
El 26 de gener de 1851, Isabel II concedia a Almendralejo el títol de Ciutat. A efectes eclesiàstics, fins a 1873 Almendralejo va pertànyer a la diòcesi del Priorat de Sant Marc de Lleó, any a partir del qual va passar a la jurisdicció de la diòcesi de Badajoz
El 7 d'agost de 1936 entraven a la localitat les tropes nacionals al comandament de Queipo de Llano, i van prendre Almendralejo. A l'entrada de les tropes nacionals els republicans es van replegar i 40 d'ells es van fer forts a la Torre de la Parròquia de la Purificació. Els nacionals van calar foc a la Parròquia i bombardejaren la Torre per forçar la seva rendició, que van resistir fins al 15 d'agost.

## Demografia
El 2012 la població era de 34.694 habitants, per la qual cosa constitueix el 4t nucli de població de la província de Badajoz i el 6è d'Extremadura. Des de 1842 la població ha evolucionat segons el següent gràfic:
Font: INE

## Festes populars
- Fiestas de la Piedad (13-17 d'agost)
- Las Candelas (1 i 2 de febrer, dia de la Candelera)

## Persones il·lustres
- Pedro Alonso Galeas (1516-98), capità en la conquesta de Veneçuela
- Diego de Paradas (m. 1567), capità en la conquesta de Veneçuela
- José de Espronceda (1808-42), poeta del Romanticisme
- Bernardo María de la Calzada, escriptor i traductor de la Il·lustració
- Carolina Coronado poetessa.
- Rafael Gordillo, futbolista (1957)
- Antonio Álvarez Pérez "Ito", futbolista